# Rafael Ladrón
Rafael Ladrón de Guevara Ortiz de Urbina (nascido em 3 de outubro de 1952) é um ex-ciclista espanhol que correu profissionalmente durante as décadas de 70 e 80 do século XX. Competiu na prova de estrada individual nos Jogos Olímpicos de Montreal 1976. Ele também montou em duas edições do Tour de France, quatro edições da Volta à Espanha e uma edição no Giro d'Italia.